# 战术轰炸

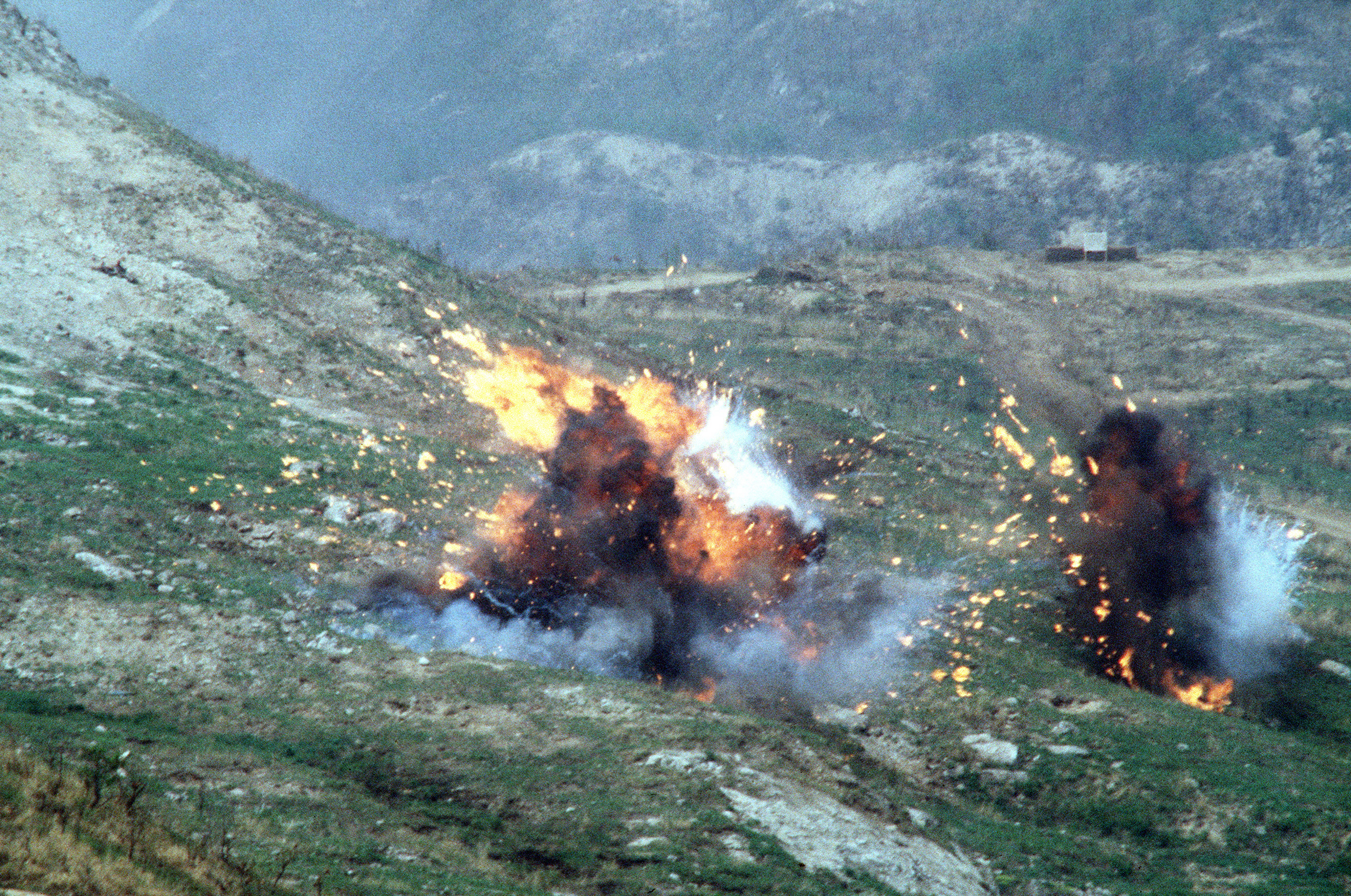
韓國空軍的F-4戰機轟炸演習

战术轰炸（英語：Tactical Bombing）是指通过战术轰炸机、战斗机、攻击机等军用飞机攻击敵方武装或後勤部隊的小規模轰炸，和战略轰炸相对，后者攻击的是敌方城市和工厂等战略目标的大規模轟炸，以消灭敌方的作战能力。
战术轰炸主要有两种作用，一是提供近距离空中火力支援，直接支援地面行动，另一个是进行火力封锁，这是所攻击的目标并没有和友军接触。
战术轰炸始于第一次世界大战，当时飞行员向敌方阵地投掷小型炸弹。在第二次世界大战之前，发展出了一些特殊的军用飞机来执行此任务，但经常使用的是攻击战斗机（Strike Fighter）和战斗轰炸机（Fighter-Bomber）。例如在朝鲜战争中，战术任务是由如F4U这样的二战期间的战斗机来完成的。
在越南战争期间，战术轰炸任务常由前线空中管制飞机（Forward Air Controllers）引导。FAC将目标以烟火标记，通常和地面步兵相配合，然后在上空的轰炸机会击中目标。
在现代，精確導引武器（灵巧炸弹）可以非常精确地命中目标。